# یویا فوناتسو
یویا فوناتسو (ژاپنی: 船津 佑也؛ زادهٔ ۲۲ نوامبر ۱۹۸۳) یک بازیکن فوتبال اهل ژاپن است.
از باشگاه‌هایی که در آن بازی کرده‌است می‌توان به باشگاه فوتبال جوبیلو ایواتا، باشگاه فوتبال شونان بلمار، باشگاه فوتبال رواسو کوماموتو و باشگاه فوتبال گراونز کیتاکیوشو اشاره کرد.